# موسی کلانتری
موسی کلانتری (۱۳۲۷ مرند – ۷ تیر ۱۳۶۰ تهران) سیاست‌مدار ایرانی و دومین وزیر راه و ترابری کشور در کابینه شهید رجایی از دیماه ۱۳۵۸ تا تیرماه ۱۳۶۰ بود که در حادثه بمب‌گذاری در دفتر حزب جمهوری اسلامی به همراه سید محمد بهشتی کشته شد، وی تحصیلات خود را تا بخشی از دوران متوسطه در زادگاهش مرند به اتمام رسانید، سپس از خوارزمی تهران موفق به اخذ مدرک دیپلم گردید و در سال ۱۳۴۵ وارد دانشگاه پلی تکنیک تهران و با مدرک لیسانس راه و ساختمان دانش‌آموخته شد. وی قبل از پُست وزارت راه، به عنوان مدیرکل راه و ترابری در استان‌های خوزستان و آذربایجان غربی مشغول بوده‌است.
از مهمترین خصوصیات شخصیتی موسی کلانتری، سادگی و تواضع وی بود، حتی زمانی که در مقام وزیر دولت، در جلسه حزب جمهوری در هفت تیر سال ۱۳۶۰ حاضر بود و انفجار بمب سبب درگذشتش شد کفشهایی  پاره و مندرس به پا داشت. فیلم مستند "پرواز هدهد" که مروری بر زندگی سیاسی- اجتماعی وی به عنوان دومین وزیر راه و ترابری پس از انقلاب است، از تولد او در مرند تا ادامه تحصیل در دانشگاه پلی تکنیک تهران و سفر به آمریکا و بازگشتش به ایران را مورد بررسی قرار می‌دهد.
عیسی کلانتری، برادر کوچکتر اوست.